# Публий Кануций
Публий Кануций (лат. Publius Cannutius; II—I век до н. э.) — римский оратор и писатель, принадлежавший к всадническому сословию. Марк Туллий Цицерон в своём трактате «Брут, или О знаменитых ораторах» называет Публия своим ровесником и «самым красноречивым человеком» из всех римлян, не принадлежавших к сенаторскому сословию. В 74 году до н. э. Кануций вместе с Цицероном выступал в качестве защитника на процессе Авла Клуэнция Габита. Он написал ряд речей, которые были изданы под именем погибшего к тому моменту народного трибуна Публия Сульпиция.
Кануция упоминает в своём «Диалоге об ораторах» Корнелий Тацит как одного из «древних ораторов» с архаичными представлениями о красноречии.